# Rosay-sur-Lieure
Rosay-sur-Lieure es una localidad y comuna francesa situada en la región de Alta Normandía, departamento de Eure, en el distrito de Les Andelys y cantón de Lyons-la-Forêt.

## Demografía
| 753 | 722 | 664 | 685 | 919 | 952 | 900 | 907 | 904 | 913 | 923 | 861 | 825 | 738 | 727 | 657 | 671 | 649 | 650 | 601 | 585 | 566 | 530 | 515 | 569 | 519 | 480 | 485 | 448 | 443 | 452 | 464 | 530 | 548 | 556 |
| Para los censos de 1962 a 1999 la población legal corresponde a la población sin duplicidades (Fuente: INSEE [Consultar]) |     |     |     |     |     |     |     |     |     |     |     |     |     |     |     |     |     |     |     |     |     |     |     |     |     |     |     |     |     |     |     |     |     |     |